# Мордовское Вечкенино

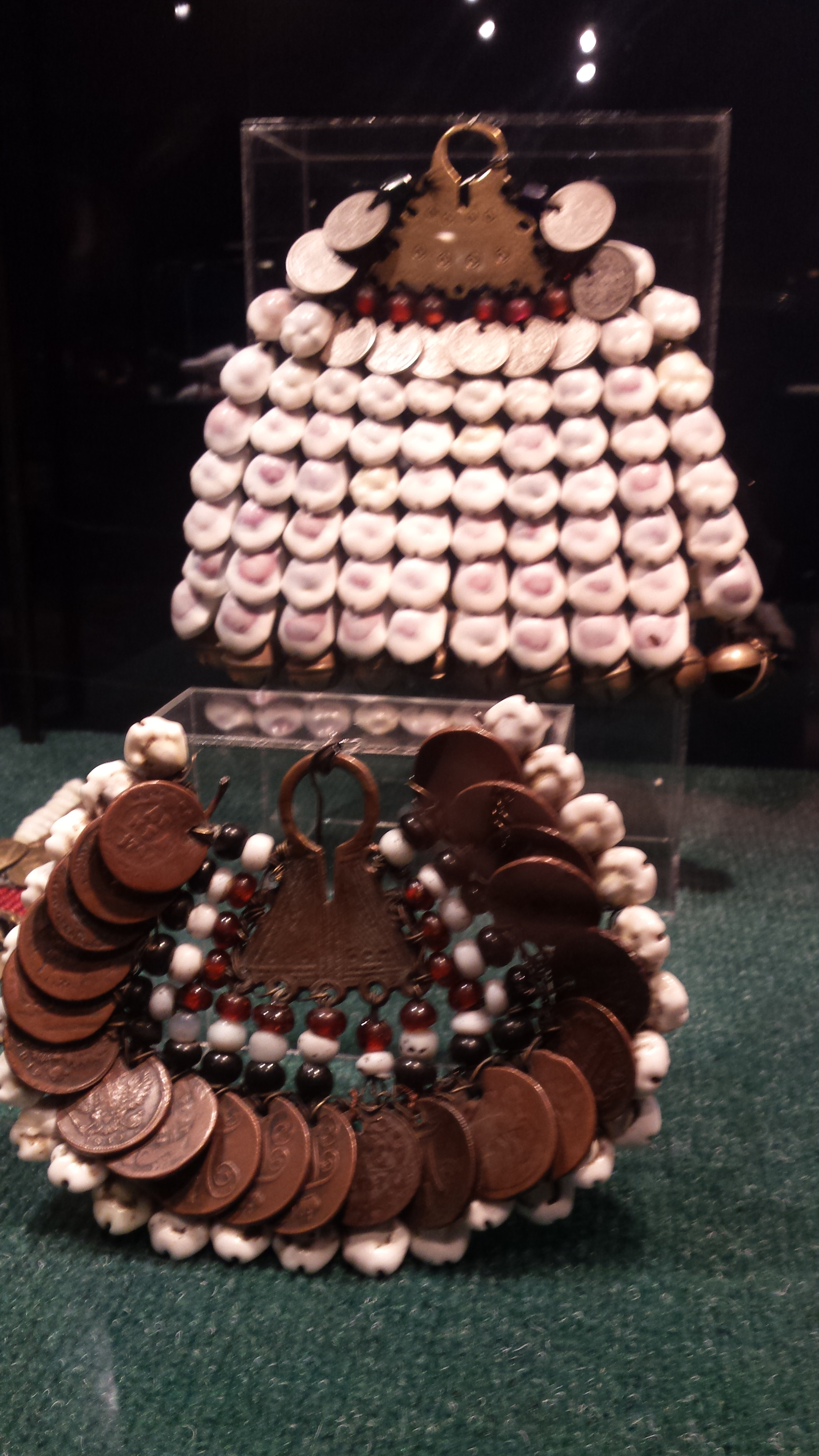
Сюлгам — XIX—XX век. село Вечкенино.

Мордовское Вечкенино (мокш. Мокшень Вечкеня) — село, центр Мордовско-Вечкенинского сельского поселения Ковылкинского района Мордовии. Население 330 чел. (2010), в основном мордва-мокша.
Расположено на реке Мокше, в 10 км от районного центра и железнодорожной станции Ковылкино. Название-антропоним: от дохристианского имени Вечкан (Вечкинза). В «Списке населённых мест Пензенской губернии» (1869) Мордовское Вечкенино — деревня казённая из 85 дворов (580 чел.) Наровчатского уезда. В 1913 г. в Мордовском Вечкенине было 124 двора (838 чел.); имелись церковно-приходская школа, 3 хлебозапасных магазина, винокуренный завод, пожарная машина. В 1930-х гг. был образован колхоз «Коммунар» (194 двора; 1164 чел.), с 1997 г. — СХПК «Вечкенинский». В современном селе — средняя школа, библиотека, Дом культуры, медпункт. Мордовское Вечкенино — родина участника Великой Отечественной войны, создателя народного музея в селе В. В. Ацапкина.

## Население
| 2002 | 2010 |
| ---- | ---- |
| 335  | ↘330 |

## Источник
- Энциклопедия Мордовия, А. А. Ксенофонтова.